# Bom Dia para os Defuntos
Redoble por Rancas  (Brasil: Bom dia para os defuntos / Portugal: Rufam tambores por Rancas), no original peruano (Editorial Planeta, 1970), é uma obra da literatura latino-americana do escritor peruano Manuel Scorza.

## Sobre o livro
Nesta obra, Scorza nos conta os relatos da luta do povo indígena peruano, entre os anos de 1950 e 1962, onde os camponeses e montanheiros se organizaram para recuperar suas terras que foram roubadas com o apoio do governo por grandes latifundiários e por uma empresa norte-americana, a Cerro de Pasco Corporation, que estavam explorando as ricas jazidas em minérios da região do altiplano do Peru.  A história acaba com um desfecho trágico que resultou no massacre de camponeses revoltados com a exploração da burguesia nacional e internacional contra o povo peruano.
Em seu realismo mágico, Scorza faz um relato bastante real e comovente deste fato da história do Peru. Esta obra foi um grande sucesso no Peru e depois de sua publicação e sua enorme repercussão entre a população peruana fez com que as autoridades do país libertassem o principal líder da revolta dos camponeses, Héctor Chacón, que ficou preso durante onze anos em uma prisão localizada no meio da floresta amazônica peruana.

## Personagens
- Juiz Montenegro

O antagonista do livro é o juiz Montenegro. Seu grande poder é demonstrado quando "Dom Paco, o juiz de primeira instância Dr. Dom Francisco Montenegro, perdeu um sol". O juiz que se vestia de negro não é derrotado. Escapa de mais de um atentado, e sobrevive para impor o seu autoritarismo e dirigir o terror até a década seguinte.
- A Cerca

O que vale a pena resgatar a partir Rancas é a chegada da Cerca. No romance, a própria Cerca se torna um personagem; na verdade, torna-se o príncipal antagonista do segundo linha narrativa, paralelo ao juiz Montenegro - o subofficial gananciosos e corruptos - na primeira discussão. Scorza apresenta a Cerca como um organismo invasor que rasga uma ruptura através do tecido da vida andina comum, mas o que é mais interessante é que o romance detalha da chegada do Cerca na comunidade.
A Cerca aparece pela primeira vez em um estado incipiente, transportada pela outra marca registrada da tardia chegada da modernidade a uma fronteira selvagem: a estrada de ferro. O trem "vomita" diante de dos moradores um grupo de homens desconhecidos, homens que iremos aprender mais tarde, que trabalham para o Cerro de Pasco Corporation, uma empresa de mineração multinacional. Os homens descarregam rolos de arame; após um breve almoço, eles começam a cavar buracos de estacas. No início, os "ranqueños" assistem, com divertimento, a Cerca (a partir deste ponto na história, sempre capitalizada como um nome próprio) envolve o seu caminho em torno Huiska, um dos picos estéreis na região:
 "Huiska é um pico pelado e estéril. Ele não esconde nenhum mineral Não tem água Nele se recusa a crescer até a grama mais miserável. Por que cercá-lo? Com o seu colar de arame farpado Huiska parecia uma vaca aperta em um curral Os comuneros quase morraram de rir " (Bom Dia para os Defuntos 24).
Logo, porém, o riso dos comuneros diminuem e se silenciam, da mesma forma que a Cerca cresce quilômetros diariamente e devora tudo em seu caminho. Torna-se uma minhoca voraz, que engole lagos, picos e até mesmo cidades. Os moradores têm agora de andar quilômetros ao longo da extensão da barreira simplesmente para atravessar suas aldeias: "Agora a terra, toda a terra, estava envelhecendo como uma solteirona atrás de uma cerca que os pés de homem nenhum poderia seguir. As aldeias mais próximas estavam dias de distância. (Bom Dia para os Defuntos 181).